# Corrado Malaspina (il Vecchio)
Corrado Malaspina detto l'Antico (1180 circa – post luglio 1254) fu il capostipite del ramo dello Spino Secco.

## Biografia
Corrado Malaspina nacque approssimativamente intorno al 1180 da Obizzo II.
Risale infatti al 1198 l'attribuzione a Corrado in persona della conferma della cessione dei poggi della corte di Grondola a Piacenza, iniziata anni prima dallo zio Alberto e siglata dallo zio Moroello con Piacenza e Pontremoli nel 1194.
La sua carriera diplomatica iniziò quindi insieme agli zii, che fino al raggiungimento del diciottesimo anno di età di Corrado agivano a suo nome, e ai cugini, tutti discendenti del marchese Obizzo I.
In questo periodo risolsero i contrasti sorti con il vescovo-conte di Luni e in seguito stipularono accordi con Genova, Milano, Piacenza, Tortona e Modena.

### La controversia con il vescovo di Luni
A partire dall'ultimo decennio del XIII secolo la famiglia entrò in contrasto con il vescovo-conte di Luni, a causa del cospicuo patrimonio conquistato, nel punto di confluenza tra i fiumi Magra e Vara, alla famiglia dei da Vezzano dalla famiglia d'Este, ceduto poi ai Malaspina.
Nel 1202 la soluzione trovata comportava: la protezione reciproca delle parti all'interno dei confini della diocesi lunense e la divisione e metà dell'eredità estense per la quale il vescovo doveva pagare ai Malaspina 155 lire e riconoscere alla famiglia una corresponsione di un canone nominale annuo.

### Altri accordi
Tra il 1210 e il 1218 Corrado siglò vari accordi.
Furono stipulati tra il 1210 e il 1212 gli accordi con Piacenza, Milano e Tortona che miravano alla sicurezza dei mercanti lombardi sulle strade appenniniche.
In documenti del 1212 è attestato invece l'appoggio della famiglia Malaspina, in particolare Corrado e lo zio Guglielmo subentrato alla morte degli altri zii, ad Ottone di Brunswick nella lotta contro Innocenzo III, Pavia e il Marchesato di Monferrato.
Nonostante la sconfitta del fronte imperiale nella battaglia di Bouvines (1214) la famiglia Malaspina continuò comunque la belligeranza contro Pavia, la quale intralciava viandanti e pellegrini diretti a Roma, appoggiando prima Milano e poi Piacenza.
Nel frattempo tra il 1215 e il 1216 Corrado tentò di occupare alcune alture della riviera di Levante causando così la reazione genovese.
Alla pace sul fronte pavese e genovese si giunse a più riprese tra il 1217 e il 1218.

### La nascita del ramo dello Spino Secco
Tra l'aprile e l'agosto 1221 Corrado e il figlio dello zio Guglielmo, Opizzo, portarono a compimento la prima grande divisione del patrimonio familiare.
Il dominio dei Malaspina fu diviso in due parti che diedero avvio al ramo dello Spino Secco con capostipite Corrado e al ramo dello Spino Fiorito con Opizzo.
La divisione venne preceduta dalla spartizione preventiva della eredità di Alberto tra lo zio Guglielmo e il nipote Corrado.
La risoluzione delle controversie legate all'eredità e la conferma dei diritti di tutti i beni che Corrado e Opizzo detenevano nell'area lombardo-ligure e in Lunigiana fu definitivamente confermata su richiesta dall'Imperatore Federico II nel 1220.
La divisione su base geografica assegnava a Corrado alcuni possedimenti nell'appennino lombardo-ligure tra i quali la Val Trebbia e il castello di Pregola; in Lunigiana invece occupò Mulazzo e le terre a destra del fiume Magra.

### I rapporti con l'Imperatore Federico II
Furono prolifici i rapporti di Corrado e il cugino con l'imperatore Federico II, esistenti già poco dopo l'incoronazione di quest'ultimo.
Dopo la conferma dei possedimenti e dei diritti del 1220, nel 1226 Corrado scortò l'Imperatore attraverso il passo degli Appennini. In questi anni Corrado e Opizzo parteciparono attivamente alla sua curia itinerante nel Nord e centro Italia appoggiando le sue campagne ma non con un ruolo di primo piano.
Infatti Corrado fu al fianco di Federico II a Monterosi (1220), Capua (1222) e Pontremoli (1226).
L'alleanza di Corrado con Federico II si interruppe per un breve periodo nel 1246 poiché i due cugini parteggiavano con Milano e Piacenza contro la parte imperiale. Mentre la separazione di Opizzo perdurò, Corrado dopo pochi mesi tornò fedele all'Imperatore; così nel 1248 Federico II affidò tutta la Lunigiana al dominio di Pisa eccetto il castello di Pontremoli e le terre di Corrado.
Con la fine dell'Imperatore si ebbe un ritorno di Corrado agli impegni familiari oltre ad un ritrovato equilibrio con il ramo dello Spino Fiorito documentato dal fatto che nel 1253 Corrado e Opizzo rioccuparono per breve tempo Pontremoli.
Dal luglio del 1254 non si hanno più attestazioni di Corrado, è invece del 1259 un riferimento alla sua vedova, Agnesina.

## Discendenza
Corrado durante la sua vita ebbe sette figli:
- Moroello
- Franceschino
- Alberto
- Manfredi
- Federico
- Selvaggia
- Beatrice

ed allevò come suo figlio il nipote Corradino (figlio illegittimo di Federico).
Per quanto riguarda la moglie la questione è più complessa: dagli alberi genealogici più antichi fino a pubblicazioni recenti la moglie è riconosciuta nella figura di Costanza, figlia di Federico II, ma non vi sono documenti certi. Inoltre è attestata nel 1259 un'altra consorte di nome Agnesina.

## I Malaspina e il mecenatismo
La gestione comune del patrimonio familiare e la strategia politica seguita da Alberto, Corrado e Guglielmo riflettono lo spirito del periodo cortese che visse la famiglia e durante il quale i suoi esponenti divennero mecenati di diversi trovatori provenienti dalla Provenza e itineranti nelle corti signorili del Nord Italia.
In particolare tra il 1212 e il 1220 la corte malaspiniana di Oramala divenne meta prediletta di poeti celebri come Raimbaut de Vaqueiras, Aimeric de Pegulhan, Abertet de Sisteron e Guilhelm de la Tor.
Ai membri della famiglia furono dedicate canzoni, sirventesi e tenzoni talvolta anche di carattere politico.
Inoltre, troviamo riferimenti al mecenatismo della famiglia Malaspina anche nell'VIII canto del Purgatorio di Dante Alighieri, dove nel corso dell'incontro del poeta-personaggio con l'omonimo nipote di Corrado si celebra la liberalità e il valore cortese della famiglia come noti in tutto l'Occidente cristiano.
(da Divina Commedia, Purgatorio Canto VIII, vv. 121-129 di Dante Alighieri)